# 吠舍

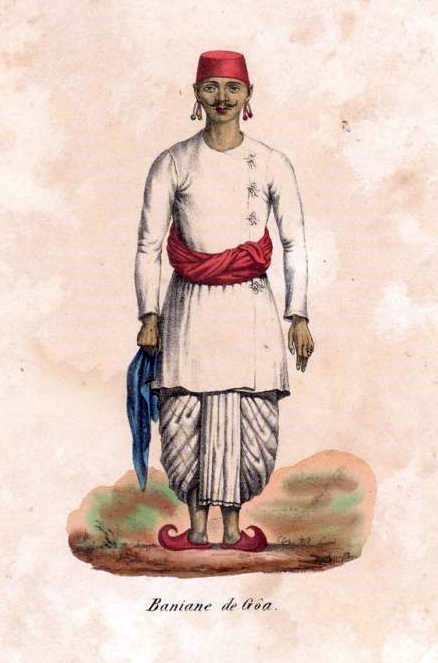
果阿的商人（1800年）

吠舍是古印度四瓦爾那（种姓）的第三等级，是古印度种姓制度中的普通劳动者，也就是雅利安人的中下阶层，与婆罗门、刹帝利同属“再生族”。根据印度教教义，他们应担任农民与畜牧者，交税供养高种姓的婆罗门与刹帝利。也有一些吠舍家族通过不断积累财富成为相对富裕的商人、地主，或者放贷主。根据历史学家拉姆·夏兰·夏尔马的说法，笈多王朝的王族也可能是吠舍出身。
历史上，受到印度教不害思想的影响，很多吠舍种姓的人都是素食者。